# L'Aventure de Tsë-i-la
L'Aventure de Tsë-i-la est un conte d'Auguste de Villiers de l'Isle-Adam qui parut pour la première fois dans le Figaro du 11 mars 1884.

## Résumé
Dans la province du Kouang-Si, le gouverneur Tchë-Tang, despote avare et féroce, soupçonne tous ses proches de vouloir l'assassiner et ne sait pas qui exterminer. Tsë-i-la, un beau jeune homme d'origine modeste qui s'introduit auprès de lui, a peut-être la solution...

## Texte
L’Aventure de Tsëi-i-la (lire sur Wikisource)

## Éditions
- L'Aventure de Tsë-i-la dans le Figaro, édition du 11 mars 1884.
- L'Aventure de Tsë-i-la, dans L'Amour suprême, 1886.